# Irene Gutiérrez Caba
Irene Gutiérrez Caba (Madrid, 25 de abril de 1927-Madrid, 4 de julio de 1995) fue una actriz española.

## Biografía
Hija de los actores Emilio Gutiérrez e Irene Caba Alba, sobrina de la actriz Julia Caba Alba, nieta de la actriz Irene Alba, sobrina-nieta de Leocadia Alba y bisnieta del actor Pascual Alba, continuó la tradición familiar en la escena al igual que sus hermanos Julia Gutiérrez Caba y Emilio Gutiérrez Caba.
Se casó el 9 de agosto de 1956 en Madrid con el actor Gregorio Alonso, que fue su mánager. Su hijo es el productor cinematográfico José Luis Escolar, su nuera la guionista Lourdes Navarro y su nieta la actriz Irene Escolar.
Falleció de cáncer de hígado, tras permanecer varios días en estado de coma, el 4 de julio de 1995.

## Teatro
Su debut teatral tuvo lugar en 1945 con la obra Vestida de tul. Tras trabajar con Isabel Garcés, en 1951 ingresó en la Compañía de Catalina Bárcena, participando en el reparto de Primavera en otoño. En 1958 ingresó en la Compañía de Guadalupe Muñoz Sampedro y en 1960 en la de María Fernanda D'Ocón. En 1963 interpretó, como primera actriz, las obras Los derechos del hombre de Alfonso Paso, Los separados y El caballero de milagro. En 1968 formó su propia Compañía.

### Obras teatrales interpretadas
- Diario íntimo de la tía Angélica (1946), de José María Pemán
- Retorcimiento (1948), de Tono
- Canción de cuna (1948), de Gregorio Martínez Sierra.
- La boda era a las doce (1949), de Adolfo Torrado
- Francisco alegre y olé (1949), de Tono
- Cincuenta años de felicidad (1949), de Marcel Achard.
- Mamá (1950), de María Lejárraga.
- La condesa de la banda (1950), de Manuel Halcón
- Mariquilla Terremoto (1950), de los Hermanos Álvarez Quintero
- Pigmalion (1950), de George Bernard Shaw
- La infeliz burguesa (1950), de Pilar Millán Astray
- La tarde se llama Eulalia (1950), de Francisco Candela Mas y Eduardo Comin Colomer
- Primavera en Otoño (1951), de María Lejárraga.
- Paño de lagrimas (1951), de José María Pemán
- La casada sin casa (1952), de Adolfo Torrado
- Eugenia Miranda (1952), de Emilio Hernandez Pino
- No tiene importancia (1952), de Valentin Moragas Roger
- La infeliz burguesa (1952), de Pilar Millán Astray
- Milagro en la Plaza del Progreso (1953), de Joaquín Calvo Sotelo, con su madre y su hermana.
- La ratonera (1954), de Agatha Christie;[6]
- Usted no es peligrosa (1954), de Victor Ruiz Iriarte
- ¡Sublime decisión! (1955), de Miguel Mihura
- La canasta (1955), de Miguel Mihura.
- Testigo de cargo (1956) de Agatha Christie
- Un trono para Cristi (1956), de José López Rubio.
- Maribel y la extraña familia (1959), de Miguel Mihura.
- El sistema Ribadier (1960), de Georges Feydeau.
- Aurelia y sus hombres (1961), de Alfonso Paso[7]
- De pronto una noche... (1964), de Alfonso Paso.
- El arrogante español o Caballero de milagro (1964), de Lope de Vega.[8]
- Los comuneros (1974), de Ana Diosdado.[9]
- Noches de San Juan (1965), de Ricardo López Aranda.
- Mala semilla (1966).[10]
- El baño de las ninfas (1966), de Joaquín Calvo Sotelo[11]
- La vida en un hilo (1971), de Edgar Neville.
- Adiós, señorita Ruth (1972) de Emlyn Williams
- El día después de la feria (1974) de Frank Harvey.
- Viejos tiempos (1974), de Harold Pinter
- Una vez al año (1975) de Bernard Slade.
- La señorita de Trevélez (1979), de Carlos Arniches.
- La vieja señorita del paraíso (1981), de Antonio Gala.
- El cementerio de los pájaros (1982), de Antonio Gala.
- Señora de (1986), de Sebastián Junyent.
- Abejas en diciembre (1987), de Alan Ayckbourn.[12]
- Leyendas (1988)
- Reflejos con cenizas (1990), con José Luis López Vázquez.
- Cena para dos (1991), de Santiago Moncada.
- Siempre en otoño (1993), de Santiago Moncada, con su hermana Julia y Amparo Baró.

## Cine
Sus incursiones en el cine han sido casi siempre en papeles de carácter secundario, en títulos como La tía Tula (1964), de Miguel Picazo, Las verdes praderas (1979), de José Luis Garci o su destacada interpretación de la tiránica protagonista de La casa de Bernarda Alba (1987), de Federico García Lorca adaptada por Mario Camus, por la que fue candidata al Premio Goya a la mejor actriz.

## Televisión
Cuenta con una abultadísima carrera en Televisión española, desde principios de los años sesenta, con papeles memorables en los espacios dramáticos Primera fila, Tiempo y hora (1965-1967), Historias para no dormir (1967), Bajo el mismo techo (1970),
Suspiros de España (1974)...
Para Estudio 1 interpretó, entre otras obras, Las brujas de Salem (1965), Macbeth (1966), de William Shakespeare ─en el papel de lady Macbeth─, La Gaviota (1967), de Chejov, Mesas separadas (1967), de Terence Rattigan, La loca de Chaillot (1972), de Jean Giraudoux, La visita de la vieja dama (1974), de Friedrich Dürrenmatt o El pelícano (1981), de August Strindberg.
Fue, además, el hilo conductor de la sátira de Chicho Ibáñez Serrador Historia de la frivolidad (1967) e interpretó a la madre de Juan Echanove en Turno de oficio (1986), de Antonio Mercero.

### Trayectoria en tv
| - Un, dos, tres... responda otra vez - La sexología (22 de noviembre de 1991) - Turno de oficio (1986-1987) - La Comedia - La importancia de llamarse Ernesto (13 de marzo de 1984) - Nunca es tarde (1984) - Escrito en América - Rosaura a las diez (1 de julio de 1979) - Suspiros de España (1974) - Noche de teatro - La visita de la Vieja Dama (10 de mayo de 1974) - Las doce caras de Eva - Escorpio (29 de diciembre de 1971) - Fábulas - El zagal y las ovejas (25 de febrero de 1968) - El labrador y la víbora (3 de marzo de 1968) - El marinero y la gaviota (14 de enero de 1970) - Teatro de siempre - Diario de un sinvergüenza (17 de noviembre de 1967) - El rey se muere (29 de marzo de 1968) - Juno y el pavo real (4 de abril de 1968) - Historias para no dormir - La zarpa (3 de noviembre de 1967) Luisa - El regreso (15 de diciembre de 1967) - Historia de la frivolidad (1967) - Las doce caras de Juan - Acuario (21 de octubre de 1967) - Virgo (9 de diciembre de 1967) - Escuela de matrimonios - ¿Han de lavar los platos los maridos? (9 de junio de 1967) - Tiempo y hora - Partir de cero (7 de noviembre de 1965) - La viuda (30 de enero de 1966) - Mujeres (20 de marzo de 1966) - La mano en la frente (9 de abril de 1966) - El último toro (12 de junio de 1966) - La señorita (16 de octubre de 1966) - 6 de noviembre de 1966 (6 de noviembre de 1966) - La cara (12 de marzo de 1967) - Habitación 508 - Presentación (4 de octubre de 1966) | - Los Encuentros - Las obras póstumas (16 de julio de 1966) - Novela - Más allá del milagro (5 de abril de 1966) - Un noviazgo (4 de julio de 1966) - Biografía de Helen Keller (10 de julio de 1967) - Madre Alegría (6 de julio de 1970) - Tú tranquilo - Leonor Boutique (31 de julio de 1965) - Estudio 1 - Carlota (15 de diciembre de 1965) - 50 años de felicidad (11 de enero de 1966) - Las manos son inocentes (2 de marzo de 1966) - El nido ajeno (18 de mayo de 1966) - Noches de San Juan (22 de junio de 1966) - Macbeth (28 de septiembre de 1966) - El hilo rojo (7 de noviembre de 1967) - Mesas separadas (28 de noviembre de 1967) - Usted puede ser un asesino (25 de junio de 1968) - El chalet de Madame Renard (3 de marzo de 1972) - La gaviota (19 de mayo de 1972) - La loca de Chaillot (23 de junio de 1972) - Usted puede ser un asesino (27 de junio de 1977) - El día después de la feria (5 de enero de 1978) - Adiós, señorita Ruth (8 de noviembre de 1978) - La casa (31 de enero de 1979) - Un enemigo del pueblo (29 de mayo de 1981) - El pelícano (9 de octubre de 1981) - El adefesio (13 de diciembre de 1982) - Primera fila - Las brujas de Salem (22 de febrero de 1965) - Vamos a contar mentiras (16 de junio de 1965) - El Cardenal de España (23 de junio de 1965) - Los caciques (28 de julio de 1965) - Confidencias - Historia de una maleta (28 de noviembre de 1964) - Aumento de sueldo (12 de diciembre de 1964) - A la una y media (20 de diciembre de 1964) - La noche al hablar - Charlie saldrá esta noche (20 de febrero de 1964) - El hombre, ese desconocido - El mago de la suerte (11 de mayo de 1963) - Dos frente al toro (18 de mayo de 1963) |

## Premios y candidaturas
Premios Goya
| Año  | Categoría                                  | Película                 | Resultado |
| ---- | ------------------------------------------ | ------------------------ | --------- |
| 1987 | Mejor interpretación femenina protagonista | La casa de Bernarda Alba | Candidata |

Fotogramas de Plata
| Año  | Categoría                      | Serie/Montaje                | Resultado |
| ---- | ------------------------------ | ---------------------------- | --------- |
| 1966 | Mejor intérprete de televisión | Tiempo y hora                | Ganadora  |
| 1982 | Mejor intérprete de teatro     | El cementerio de los pájaros | Candidata |

Círculo de Escritores Cinematográficos
| Año  | Categoría               | Película         | Resultado |
| ---- | ----------------------- | ---------------- | --------- |
| 1974 | Mejor actriz secundaria | Yo la vi primero | Ganadora  |

Antena de Oro
| Año  | Categoría    | Programa  | Resultado |
| ---- | ------------ | --------- | --------- |
| 1967 | Mejor actriz | Estudio 1 | Ganadora  |

TP de Oro
| Año  | Categoría             | Serie              | Resultado |
| ---- | --------------------- | ------------------ | --------- |
| 1974 | Mejor actriz nacional | Suspiros de España | Ganadora  |

Otros
- Finalista del Premio Mayte de Teatro (1994) por Siempre en otoño
- Medalla de Oro al Mérito en las Bellas Artes (1994)

## Ancestros
|  |                             |  |  |  |  |  |  |  |  |  |  |  |  |  |  |  |
|  | 2. Emilio Gutiérrez Esteban |  |  |  |  |  |  |  |  |  |  |  |  |  |  |  |
|  |                             |  |  |  |  |  |  |  |  |  |  |  |  |  |  |  |
|  |                             |  |  |  |  |  |  |  |  |  |  |  |  |  |  |  |
|  | 1. Irene Gutiérrez Caba     |  |  |  |  |  |  |  |  |  |  |  |  |  |  |  |
|  |                             |  |  |  |  |  |  |  |  |  |  |  |  |  |  |  |
|  |                             |  |  |  |  |  |  |  |  |  |  |  |  |  |  |  |
|  | 12. Pascual Alba Sors       |  |  |  |  |  |  |  |  |  |  |  |  |  |  |  |
|  |                             |  |  |  |  |  |  |  |  |  |  |  |  |  |  |  |
|  |                             |  |  |  |  |  |  |  |  |  |  |  |  |  |  |  |
|  | 6. Irene Alba Abad          |  |  |  |  |  |  |  |  |  |  |  |  |  |  |  |
|  |                             |  |  |  |  |  |  |  |  |  |  |  |  |  |  |  |
|  |                             |  |  |  |  |  |  |  |  |  |  |  |  |  |  |  |
|  | 13. Irene Abad              |  |  |  |  |  |  |  |  |  |  |  |  |  |  |  |
|  |                             |  |  |  |  |  |  |  |  |  |  |  |  |  |  |  |
|  |                             |  |  |  |  |  |  |  |  |  |  |  |  |  |  |  |
|  | 3. Irene Caba Alba          |  |  |  |  |  |  |  |  |  |  |  |  |  |  |  |
|  |                             |  |  |  |  |  |  |  |  |  |  |  |  |  |  |  |
|  |                             |  |  |  |  |  |  |  |  |  |  |  |  |  |  |  |
|  | 7. Manuel Caba Martínez     |  |  |  |  |  |  |  |  |  |  |  |  |  |  |  |
|  |                             |  |  |  |  |  |  |  |  |  |  |  |  |  |  |  |
|  |                             |  |  |  |  |  |  |  |  |  |  |  |  |  |  |  |